# Фордзон-Путиловец
«Фордзо́н-Пути́ловец», «ФП» (в обиходе «Фёдор Петрович») — советский колёсный трактор, выпускавшийся в 1924–1932 гг. на заводе «Красный Путиловец» в Ленинграде по лицензии американской компании Форд. Для копирования была избрана модель Fordson-F.

## Технические особенности
Трактор имеет безрамную конструкцию, колёса крепятся к общему картеру двигателя и трансмиссии. Картер воспринимает нагрузки, возникающие при работе (эта схема впоследствии стала общепринятой).
Компоновка: двое задних колёс увеличенного диаметра ведущие, а двое передних направляющие — впоследствии стала классической для колёсных тракторов. Топливный бак вмещает 63 кг керосина, система охлаждения двигателя — 46 литров воды. Трансмиссия с тремя скоростями вперёд (от 2,3 до 11 км/ч) и одной назад (4,2 км/ч). Трактор может работать с плугом и простейшими навесными сельхозорудиями, а также приводить в действие от шкива стационарные машины.
Среди основных недостатков трактора: не защищённые крыльями задние колёса могут нанести трактористу травму грунтозацепами, а при работе в непогоду забрызгивают его грязью. Система зажигания «доставляла много хлопот обслуживающему персоналу». Трактор неустойчив, и «его опрокидывание нередко приводило к несчастным случаям». От американского прототипа трактор ФП унаследовал недостатки, обусловленные удешевлением модели Форда. Карбюраторный двигатель трактора (топливо — керосин) с вертикальным расположением цилиндров имеет мощность всего 20 лошадиных сил. Как и у Ford T, Ford A, а также ГАЗ-А, смазка подавалась в двигатель методом разбрызгивания, чего было недостаточно при тяжёлых сельхозработах. 

## Начало производства
Первые два «Фордзона-Путиловца», вышедшие из ворот завода 1 мая 1924 года были собраны в автомобильной мастерской Путиловского завода, занимавшейся ремонтом автомобилей и броневиков. Машины сразу же направили в испытательные пробеги, сначала в пределах Ленинградской области, а в июле — по стране, где они достигли своим ходом Москвы, а затем Нижнего Новгорода. На проходившей там ежегодной международной выставке были устроены показательные соревнования между ФП и его американским аналогом.
Подготовка к серийному выпуску, развернувшаяся по возвращении опытных образцов в Ленинград, была прервана катастрофическим наводнением 23 сентября 1924 года. Вода «залила 4/5 заводской территории. Волны плескались у товарных вагонов на станции Пущино, вода заливала станки и горны, топки кочегарок». Даже месяц спустя 15 % рабочих завода так и не вернулись к станкам, а из работающих 18 % было занято исключительно исправлением повреждений от наводнения. Более чем на месяц затянулось выполнение ряда срочных заказов, и в том числе ремонт 31 автомобиля для военного ведомства, стоявших, скорее всего, в том же автомобильном цеху, что и собираемые трактора ФП. В этих условиях новый трактор, покинувший заводские ворота 1 октября 1924 года был своего рода демонстрацией готовности путиловцев поставить трактор на конвейер вопреки ущербу от природной катастрофы. Формально отсчёт серийного производства ФП ведётся от этой даты, хотя фактически тот трактор мог быть собран в сентябре ещё накануне наводнения.

## Динамика роста выпуска

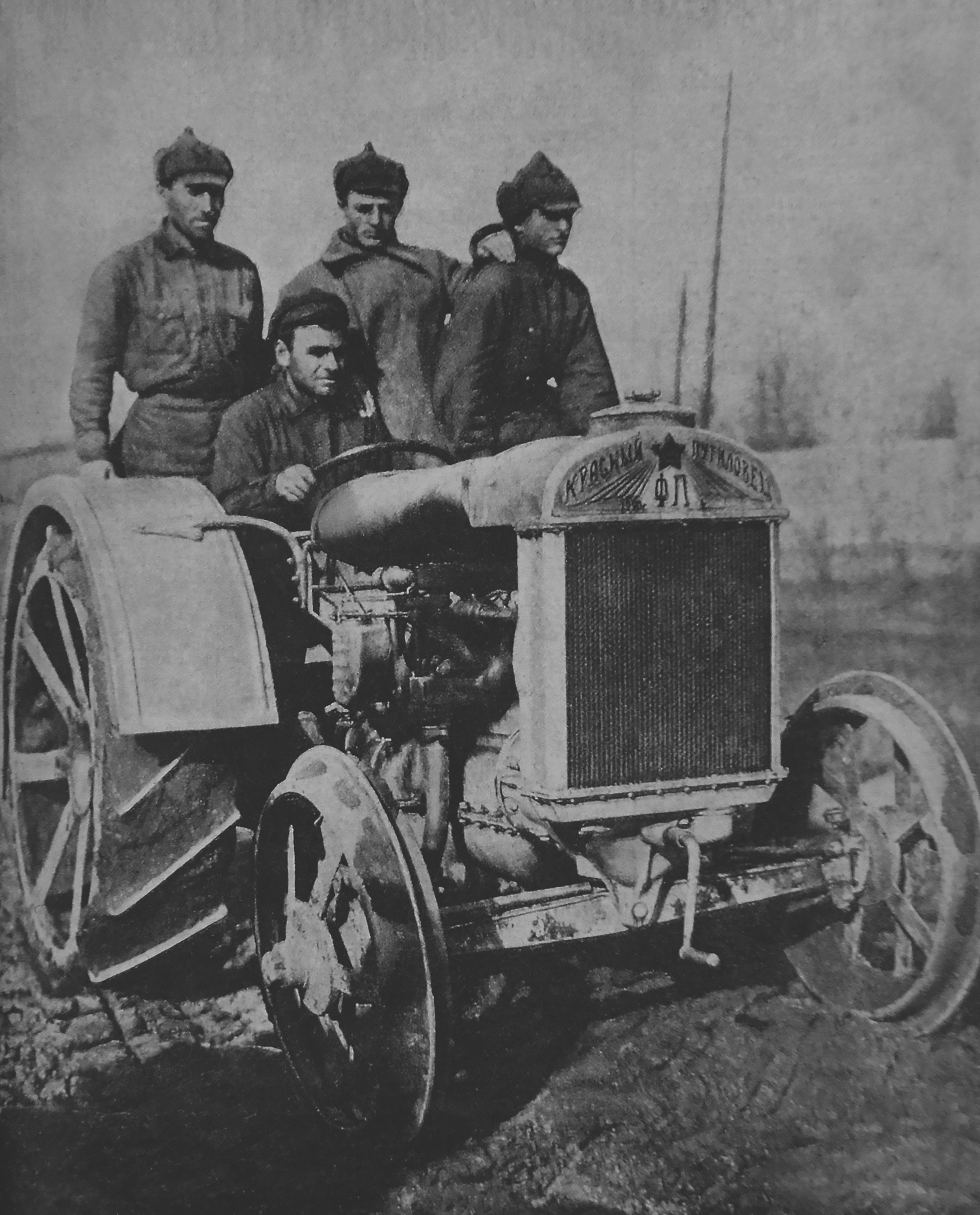

За 1924 год было изготовлено 74 трактора, а за 1925 год — 422. В ноябре 1927 года при посещении завода группой крестьян — членов ЦИК СССР им был передан «Фордзон-Путиловец» для последующего вручения подарка какому-нибудь колхозу. На машине стоял порядковый номер 1117, из чего следует что за 1926 и за 10 месяцев 1927 года выпускалось в среднем 28-29 тракторов за месяц. Однако к концу 1927 года выпуск стал резко нарастать, и за 1927/28 хозяйственный год (с сентября по сентябрь) путиловцы изготовили 1115 тракторов, а на следующий год 3000.
Тем временем, оборудование завода с каждым годом морально устаревало. В сравнении с другими цехами автомобильный представлял собой большую мастерскую (собственно, на заводе его так и называли), и обеспечить выпуск тракторов с фордовской скоростью не мог принципиально. Тракторная программа «потянула» за собой программу комплексной реконструкции всего завода. Её разработка была завершена в 1928 году. За 8-10 лет предстояло освоить 69 635 000 рублей — на реконструкцию, переоснащение и новое строительство основных цехов и производств, и сверх того ещё 20 миллионов рублей — аналогичные затраты по энергетическому хозяйству, водопроводу, канализации, подъездным путям и другой инфраструктуре.
В первую очередь предстояло реконструировать тракторный отдел, на что выделялось 12 миллионов рублей. Под него уже к 1 декабря 1929 года было выстроено два колоссальных цеха: чугунолитейный размером 93×67 метров и кузница размером 126×87 метров. Одновременно строился и отдельный тракторомеханический цех, для которого у 27 фирм США и Западной Европы заказали 317 новейших станков на 1,8 миллиона рублей. Большая группа инженеров «Красного Путиловца» прошла 8-месячную стажировку в США на заводах Форда.
План Путиловского завода по тракторам на второй год первой пятилетки (1929/30), определённый Постановлением ЦК ВКП(б) от 25 июля 1929 года в 10 тысяч машин, опережал фактический потенциал завода, ещё не завершившего реконструкцию базы тракторного производства. При обсуждении тракторной программы, проходившем на «Красном Путиловце» в ноябре 1929 года с участием председателя ВСНХ В. В. Куйбышева и главы коммунистов Ленинграда С. М. Кирова, руководство завода старалось показать «очевидную нелепость» цифры в 10 тысяч тракторов, как «затеи досужих мечтателей» (слова из стенограммы). Действительно, в октябре 1929 года завод выпустил 450 тракторов. Тем не менее, в духе энтузиазма тех лет, некто Михаил Филатов, токарь с 30-летним стажем, выдвинул встречный план — 12 тысяч в год, или по 1000 в месяц.
Выдвинутое на том же совещании предложение закупать у Форда все комплектующие, а на заводе лишь собирать из них тракторы, принято не было. Фактически, завод эти комплектующие в некотором количестве закупал, чтобы иметь резерв на случай «прорывов» — например, блоки двигателя. Однако оборудование для собственной блоковой линии, заказанное за границей ещё в 1928 году, вовремя не поступило, и к началу июля резервный запас импортных блоков иссяк, и в отдельные дни августа цех с 5 тысячами рабочих производил не более 10-15 тракторов в день.
Помимо объективных технических причин, препятствовавших наращиванию выпуска тракторов, действовал и субъективный человеческий фактор — прогулы, низкая трудовая дисциплина, текучесть кадров. В результате вместо 10 тыс. по изначальному (и 12 тыс. по встречному) плану путиловцы за 1929/30 хозяйственный год выпустили 8935 тракторов, то есть втрое больше, чем за предыдущий год.
На рубеже 1930-х годов проявился ещё один недостаток ФП, обусловленный спецификой той ниши рынка, на которую был ориентирован его американский прототип. Оригинальный трактор Форда был рассчитан на небольшие частные фермы, в которых он использовался не более 500—600 часов в год. Эта нагрузка не соответствовала масштабам крупных коллективных хозяйств, создававшихся в процессе коллективизации, которая развернулась в СССР после 1928 года. Превышение проектной нагрузки приводило к учащению поломок и аварий.
С учётом новых требований к технике и возможностей советской промышленности, во второй пятилетке (1933—1937) базовой моделью советского трактора стал СХТЗ 15/30, выпуск которого был освоен на Сталинградском и Харьковском заводах.
Планка годового выпуска в 12 тысяч была достигнута по окончании реконструкции завода. В августе 1931 года дневной выпуск достиг 65 тракторов; в том же году был выпущен двадцатипятитысячный «Фордзон-Путиловец». В 1932 году «Фордзон-Путиловец» был снят с производства. Продолжив выпуск запасных частей к имеющемуся парку «Фордзонов» (в том числе и на экспорт), тракторный отдел «Красного Путиловца» переключился на выпуск тракторов на резиновом ходу для использования в качестве тягачей для промышленности.

## Оценка суммарного парка машин за годы выпуска
Экономическая статистика СССР в годы, предшествующие развёртыванию индустриализации, велась по так называемым по хозяйственным годам, начинавшимся 1 октября и заканчивавшимся 30 сентября. При переводе в астрономические годы этот фактор учитывается не всегда, что может приводить к искажениям в динамических рядах.
Для периода, предшествующего 1-й пятилетке, известны следующие цифры выпуска «Фордзоноа-Путиловцев»: в 1924 — 74, в 1925 — 422. Данные за 1926-й год в «Истории Кировского завода» не приведены, но зато из этого же источника известно, что в ноябре 1927 года крестьяне — члены ЦИК СССР получили от завода «Фордзон-Путиловец»  с порядковым номером 1117. Из этого же источника известно, что за 1927/28 хозяйственный год путиловцы изготовили 1115 тракторов. Отсюда, суммарная цифра за период с начала выпуска в 1924 году и до конца сентября 1928 года может составлять около 2200-2300 тракторов (1117+1115).
За годы 1-й пятилетки (с 1 октября 1928 по 30 сентября 1933 года) «Красный путиловец» дал стране 39 472 трактора. Таким образом, общий парк «Фордзонов-Путиловцев» за все годы выпуска этой модели находится в пределах 41-42 тысячи машин.
Оценка 41 000 ÷ 42 000 коррелирует, как с сообщениями выпуске 25000-го трактора в 1930-м и 34000-го — к 14-й годовщине революции, т.е. к 7 ноября 1931 года. Последняя цифра означала, что «досрочно, за три года, завод выполнил свой пятилетний план по тракторам», что и позволило снять ФП с производства уже в 1932 году, то есть за год до конца пятилетки.
В этом свете цифра 49 568, приводимая одним постсоветским источником, видится завышенной.

## Трактор в искусстве
- «Фордзон-Путиловец» не раз становился символом коллективизации сельского хозяйства и изображался на плакатах, открытках, агитационном фарфоре[15], почтовых марках.
- Монумент в виде трактора Фордзон — Путиловец установлен в Сквере Петра Семененко на проспекте Стачек в Петербурге

## Сохранившиеся экземпляры
- Осинский краеведческий музей (г. Оса Пермского края[16]) имеет в своей экспозиции макет трактора «Фордзон-Путиловец»[17]
- Музей архитектуры и быта народов Нижегородского Поволжья имеет в своей экспозиции трактор «Фордзон-Путиловец»[7]
- В поселке Старое Сандово Тверской области стоит на постаменте такой трактор.
- Рядом с хутором Денисовка Матвеево-Курганского района Ростовской области трактор установлен на постаменте у шоссе «Таганрог — Матвеев Курган».
- В городе Бугульме республики Татарстан установлен на постаменте.
- В местечке Вока в Эстонии установлен на постаменте
- В городе Яранске Кировской области установлен на постаменте у административного здания Яранского механического завода.
- В пос. Дагомыс г. Сочи в музее автомотостарины.
- В музее Кировского завода в Санкт-Петербурге